# Anna Maria Anguissola
Anna Maria Anguissola, także Anna Maria Angosciola, Angussola, Anna Maria lub Anna-Maria Anguissola (ur. ok. 1555 w Cremonie, we Włoszech, zm. w 1611 tamże) – włoska malarka epoki renesansu.

## Życiorys
Anna Maria Anguissola pochodziła z arystokratycznego rodu i podobnie jak jej liczne rodzeństwo posiadała uzdolnienia artystyczne. Anguissola była najmłodszą córką Amilcare Anguissola – patrycjusza, który pracował jako rysownik amator i Bianci Ponzoni Anguissola. Siostry Anguissoli też były malarkami: Lucia Anguissola, Minerva Anguissola, Europa Anguissola, Elena Anguissola i Sofonisba Anguissola.
W 1566, kiedy malarz Giorgio Vasari odwiedził rodzinę Anguissola, Anna Maria była jeszcze dzieckiem.
W 1574 wyszła za mąż za arystokratę, Giacomo Sommi.
Rodzina Anguissola była najbardziej znana z portretów. Wszystkie siostry specjalizowały się w tym kierunku. Wiele z sióstr Anguissola pobierały nauki u swojej starszej siostry, Sofonisby – Anna Maria również. Sofonisba była dumą swojego ojca i wzorem do naśladowania dla swych sióstr. Portrety dziewcząt były do siebie tak stylistycznie podobne, że trudno było rozpoznać, która z rodu namalowała jaki obraz.

## Dzieła
Anna Maria namalowała wiele motywów religijnych. Wiele jej prac nie przetrwało albo nie zostało znalezionych. 
Jej obraz Święta rodzina ze św. Franciszkiem podpisany słowami (wł. Annae Mariae Amilcharis Angussolae Filiae) znajduje się dzisiaj w Galerii zdjęć Muzeum Obywatelskiego (wł. Pinacoteca del Museo Civico) w Cremonie. Drugi – Maria z dzieckiem i Janem Chrzcicielem jako chłopczykiem podpisany (wł. Anna Maria Virgo Amilcaris Anguisoli et Sophonis soror suae aetatis annorum quindicirn fecit) znajduje się w kolekcji prywatnej, także w Cremonie.

## Rodzeństwo[1]
- Sofonisba Anguissola (1532-1625),
∞ maj 1573, Fabrizio Moncada (1535-1579), Madryt, Hiszpania;
∞ 17 grudnia 1579, Orazio Lomellini (1547), Piza, Toskania, Włochy;
- Elena Anguissola (1533-1584);
- Europa Anguissola (1536);
∞ 1568, Carlo Schinchinelli, Cremona, Lombardia, Włochy;
- Lucia Anguissola (1538-1565);
- Minerva Anguissola (1539-1566);
- Asdrubale Anguissola (1551-1623).

## Galeria

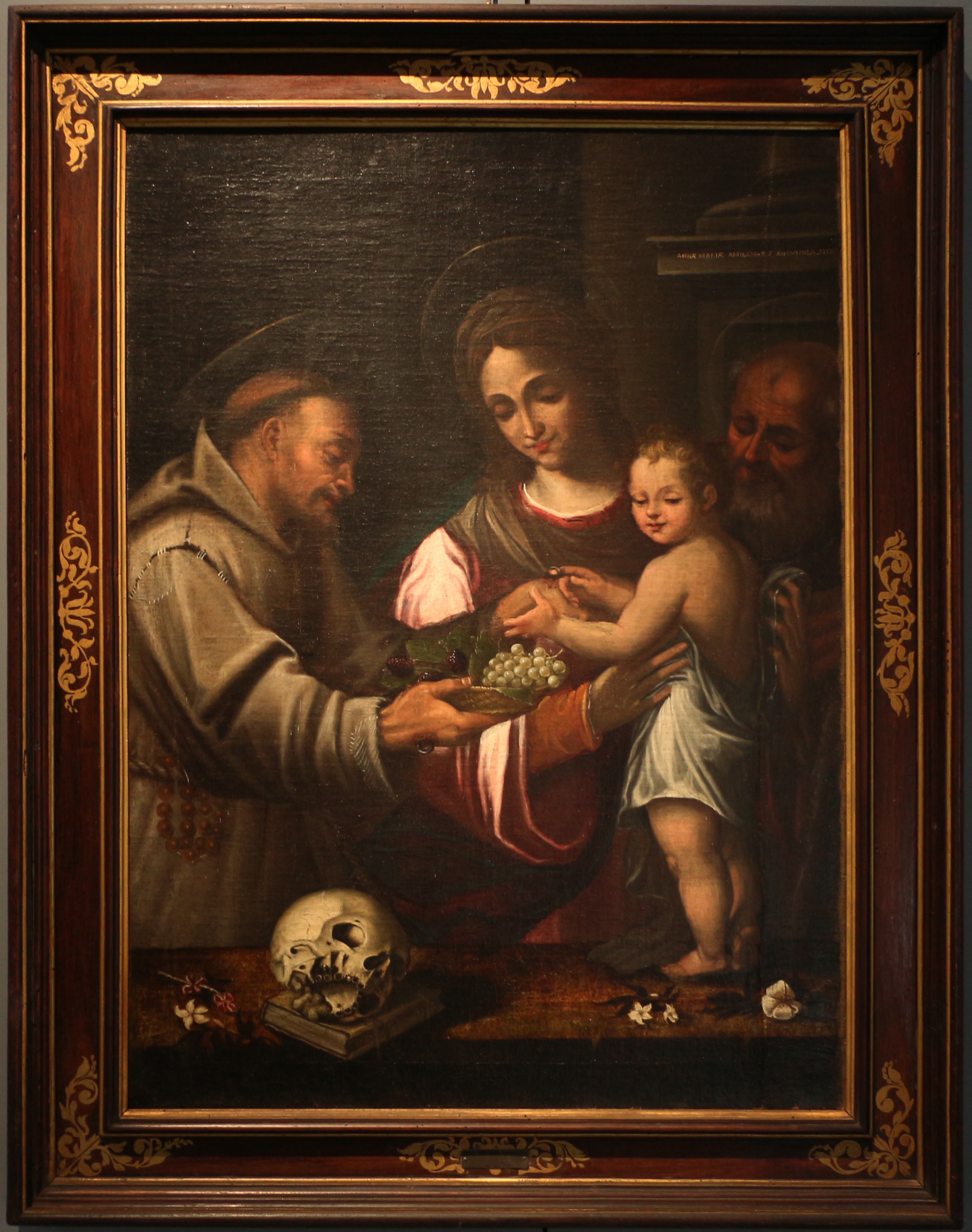
Anna Maria Anguissola: Święta rodzina ze św. Franciszkiem
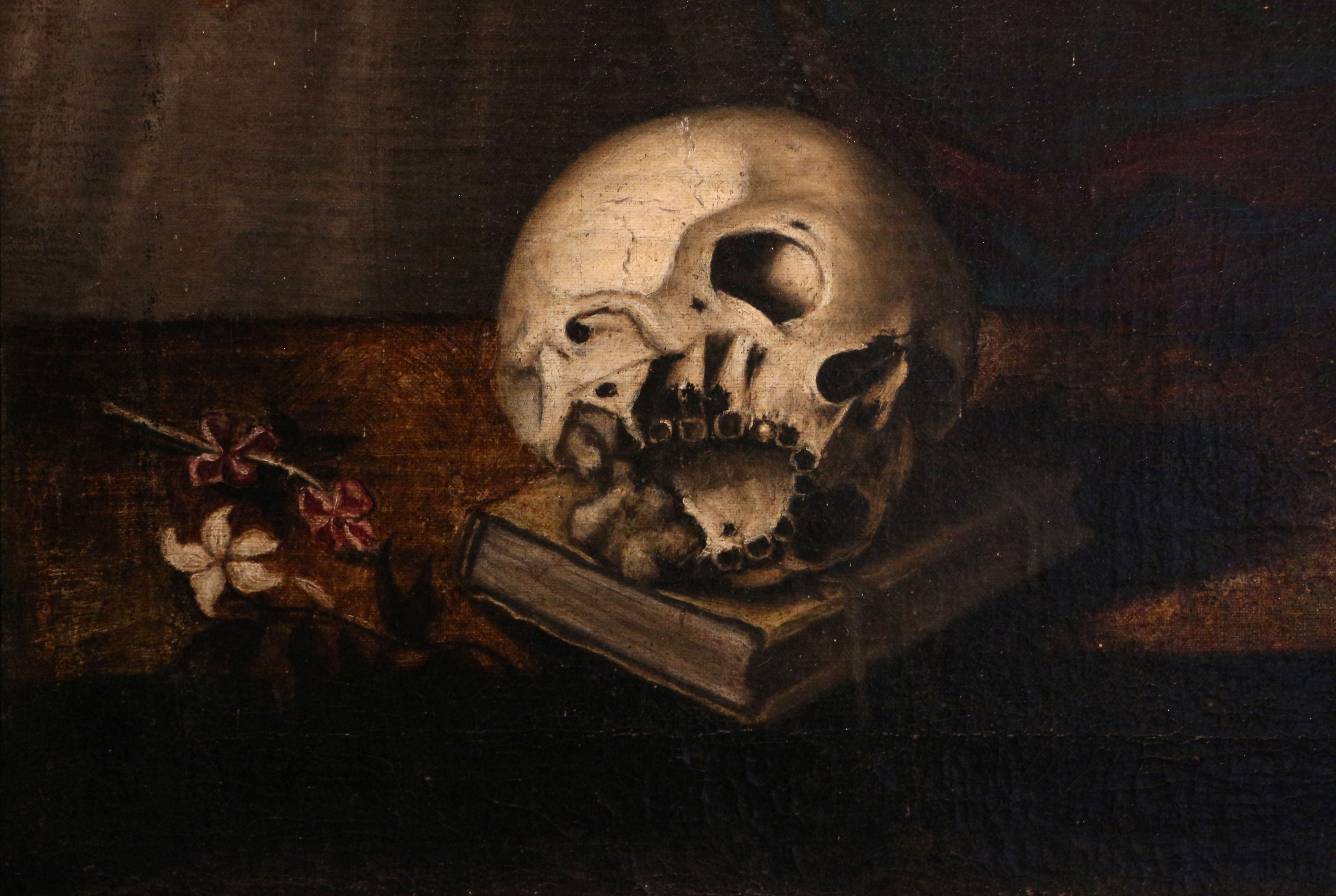
Anna Maria Anguissola
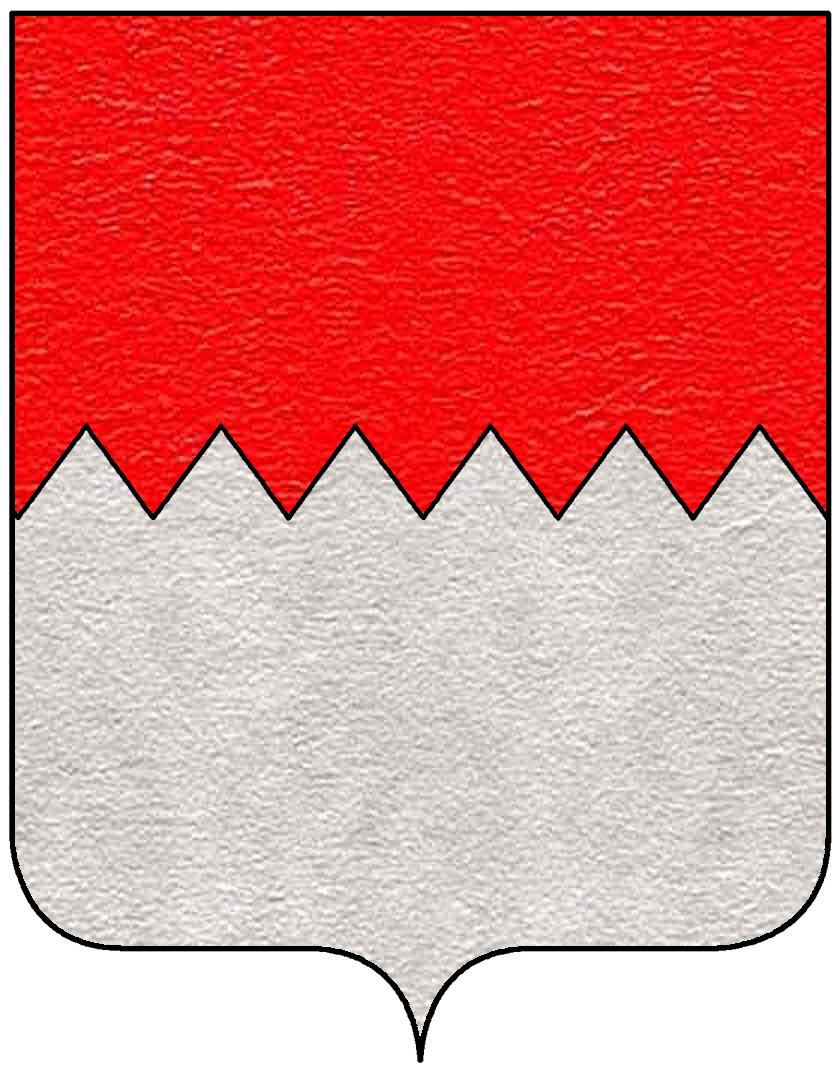
Herb rodziny Anguissola

## Literatura
- Allgemeines Lexikon der bildenden Künstler von der Antike bis zur Gegenwart, Anna Maria, 1907, str. 539 (niem.)
- Anna Maria Anguissola – portret namalowany przez jej siostrę, Sofonisbę